# Программа защиты принцесс
«Программа защиты принцесс» (англ. Princess Protection Program) — американский комедийный фильм 2009 года, выпущенный студией Дисней в рамках рубрики «Оригинальное кино канала Дисней». Режиссёр — Эллисон Лидди-Браун. В главных ролях — Деми Ловато и Селена Гомес. 
 Премьера в США — 26 июня 2009.

## Сюжет
Картер Мейсон живёт со своим отцом в скромной деревеньке в Луизиане. Её отец работает в секретной программе защиты принцесс, занимающейся спасением и укрытием принцесс, которым грозит опасность. Однажды он спасает принцессу Розалинду и привозит её к себе домой. Но не так-то просто обычной американской школьнице и особе королевских кровей ужиться вместе.

## В ролях
| Актёр               | Роль                 |
| ------------------- | -------------------- |
| Деми Ловато         | принцесса Розалинда  |
| Селена Гомес        | Картер Мейсон        |
| Том Верика          | майор Джо Мейсон     |
| Салли Диас          | королева София Фиоре |
| Джонни Рэй Родригес | генерал Магнус Кейн  |
| Джейми Чон          | Челси Барнс          |
| Николас Браун       | Эдвин                |
| Роберт Адамсон      | Донни                |
| Саманта Дроук       | Брук Энджелс         |
| Талия Ротенберг     | Маргарет             |
| Молли Хейган        | директор             |
| Рикардо Альварес    | мистер Элеганте      |